# Любовен роман
Любовният роман е литературен жанр, водещ началото си от западната култура, предимно англоговорещите страни.
Романите от този жанр се фокусират върху връзката и романтичната любов между двама души, като трябва да има емоционално удовлетворение и оптимистичен край. До края на ХХ и началото на ХХІ век те се обособяват като романи с търговска цел, като се наблюдава разнообразие от поджанрове, към които те се отнасят: съвременни, исторически, научна фантастика и паранормални.
Сред най-ранните любовни романи е популярният роман „Памела, или наградената добродетел“ (1740) на Самюъл Ричардсън, който е революционен в 2 направления: сюжетът се съсредоточава изцяло върху ухажването и то не само от гледната точка на жената-герой.
През следващия век Джейн Остин разширява жанра и нейният роман „Гордост и предразсъдъци“ се счита за образец на жанра. Тя е вдъхновението на британската авторка Жоржет Хейер (Georgette Heyer), която представя първия си исторически любовен роман през 1921 г. Десетилетие по-късно британската компания Mills and Boon започва разпространението на любовни романи. Техните книги са продавани в Северна Америка от Harlequin Enterprises Ltd, които от своя страна въвеждат директния маркетинг към читателите.
Често се твърди, че модерният жанр на любовния роман е роден през 1972 г. с публикуването на романа „Пламъкът и цветето“ (The Flame and the Flower) на Катлийн Удиуиз. Бумът на жанра е през 1980 г., когато се появяват много нови заглавия, като се разширяват границите на жанра.
Любовните романи в Северна Америка са най-популярният жанр на съвременната литература, който държи 55% от продажбите на книги по статистика от 2004 г. Жанрът е популярен в Европа и Австралия, а любовните романи се разпространяват на повече от 90 езика. Повечето от книгите обаче са написани от автори от англоговорещи страни.
Въпреки голямата популярност и сериозните продажби на любовни романи жанрът привлича и значителен присмех, скептицизъм и критика.
|  | Тази страница частично или изцяло представлява превод на страницата Romance_novel в Уикипедия на английски. Оригиналният текст, както и този превод, са защитени от Лиценза „Криейтив Комънс – Признание – Споделяне на споделеното“, а за съдържание, създадено преди юни 2009 година – от Лиценза за свободна документация на ГНУ. Прегледайте историята на редакциите на оригиналната страница, както и на преводната страница, за да видите списъка на съавторите. ВАЖНО: Този шаблон се отнася единствено до авторските права върху съдържанието на статията. Добавянето му не отменя изискването да се посочват конкретни източници на твърденията, които да бъдат благонадеждни. |